# Discantus
Discantus (em português, 'canto separado') é uma técnica de composição musical usada na Idade Média em associação com a Escola de Notre-Dame de polifonia. É uma das técnicas do organum que inclui um tenor em canto gregoriano com uma segunda voz acima composta em contraponto estrito de movimento contrário, nos intervalos de quinta, oitava e uníssono, e usando os modos rítmicos. Também podia ser composto a três ou quatro vozes, e nesta modalidade deu origem ao conductus.